# Zygodon robustus
Zygodon robustus är en bladmossart som beskrevs av Brotherus och Nicolajs Malta 1926. Zygodon robustus ingår i släktet ärgmossor, och familjen Orthotrichaceae. Inga underarter finns listade i Catalogue of Life.